# Siglo XIII a. C.
Formalmente, el siglo XIII antes de Cristo empezó el 1 de enero de 1300 a. C. y terminó el 31 de diciembre de 1201 a. C.

## Acontecimientos
- Los indoarios recorren la actual Pakistán y el extremo noroeste de la India, migrando hacia el sureste. El Rigveda (que aún no estaba completamente terminado de componer) menciona que sus enemigos eran los dasas (una etnia que terminará convertida en esclavos). Posiblemente los dasas eran los dajae, una tribu del norte de Irán. En el Rigveda solo se nombra a un rey: Sudás de los bharatas, un clan que dejó de avanzar y se estableció en la región alta del río Sarasvati. Se describe que Sudas venció la guerra contra los diez reyes, el más poderoso de los cuales era Puru. Posteriormente, los kurus tomaron control de los Bharatas.
- En Europa empieza a desarrollarse la cultura de los campos de urnas.
- En la región de Anatolia (en la actual Turquía) los frigios (que provenían de los Balcanes) destruyen a los hititas.
- En Canaán ―actual Líbano, Israel y Palestina―, los amorreos conquistan a los hititas.
- En estos siglos surge el reino arameo de Aram-Damasco (Siria).
- En la costa oriental del mar Adriático ―que hoy forma parte de Albania, Croacia, Serbia, Bosnia y Montenegro― aparecen los ilirios.
- En Jordania se establecen los amonitas.
- En el mar Muerto se funda Idumea.
- En China, el rey Pangeng traslada la capital de la dinastía Shang a Yin.
- Cerca del puerto griego de Pilos, al suroeste de la península de Peloponeso (Grecia), 276 km al suroeste de Atenas, se construye el palacio de Néstor (un mítico rey que forma parte de la leyenda de los argonautas, y que participó en la mítica guerra de Troya). En 1939 se descubrieron sus ruinas, y se hallaron alrededor de mil tablillas de arcilla escritas en escritura griega lineal B: no había ninguna mención de un rey Néstor. el hogar fijo y circular en la habitación del trono es un buen ejemplo de calefacción central.[1]
- En el sur del actual Estados Unidos, algunos pueblos de los Bosques del Este comienzan a construir enormes obras de tierra, montículos de tierra y piedra. La más antigua se encuentra en la localidad de Poverty Point (415/nbsp;km al noroeste de la ciudad de Nueva Orleans).
- El rey chino Pán Gēng mueve la capital de la dinastía Shang a Yin.
- En el mar Muerto se funda Idumea.
- 1300 a. C.: en Jordania se establecen los amonitas.
- 1300 a. C.: se termina de componer oralmente el Rig-veda, en idioma sánscrito védico, un conjunto de himnos épico-religiosos de la religión védica (completamente diferente de la religión hinduista). Aunque los indios copiaron de otros pueblos la idea de escribir, e inventaron la escritura gupta hacia el siglo IV, recién en la Edad Media empezaron transcribir el Rig-veda. [1]
- 1300 a. C.: los amorreos arrebatan Canaán a los hititas.
- 1300 a. C.: los frigios destruyen a los hititas.
- 1300 a. C.: en China se inicia la escritura pictográfica.[1]
- 1300 a. C.: surge la cultura de los campos de urnas
- En Micenas (Grecia) se construye el tesoro de Atreo. Será excavado por Panagiotis Stamatakis (1835-1885) en 1878.

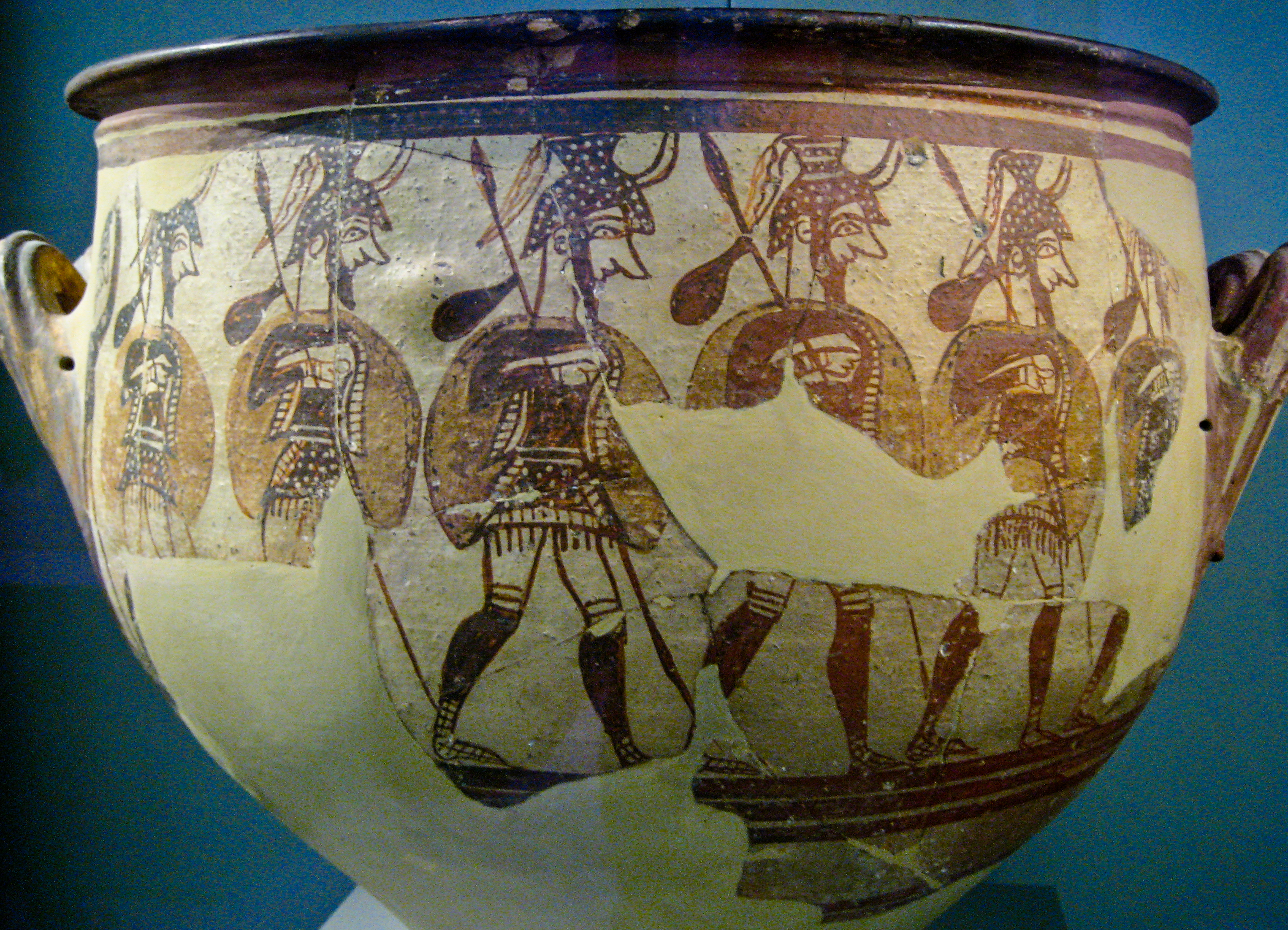
El Vaso del Guerrero.

- 1300 a 1100 a. C.: en Micenas (120 km al oeste de Atenas), un alfarero griego hace el Vaso del Guerrero. Actualmente se encuentra en el Museo Arqueológico Nacional, en Atenas. Lo encontrará en 1876 el arqueólogo Heinrich Schliemann en la acrópolis de Micenas. Es una crátera, un cuenco para mezclar utilizado para diluir vino con agua, una costumbre que los antiguos griegos creían que era un signo de comportamiento civilizado.
- 1296 a 1280 a. C.: a causa de las pretensiones del faraón Ramsés II sobre Siria estalla la guerra entre egipcios e hititas. Aunque Ramsés II obtiene una gran victoria, los hititas continúan manteniendo sus posesiones en Siria. El rey hitita Hatusili III firma un tratado de paz con Ramsés II años después y lo sella dándole a su hija en matrimonio.[1]
- 1290 a. C.: en Egipto se construye el Templo de Karnak, el más grande y complejo de los templos egipcios a orillas del río Nilo.[1]
- 1282 a. C.: en Mégara (Grecia) muere Pandión II, legendario rey de Atenas tras 25 años de reinado. Fue forzado por Metión a exilarse de Atenas. Aegneo lo sucede en el trono mientras que sus otros hijos reconquistan el resto de Ática: Nissos reina en Mégara, Lycos en Eubea y Pallas en el sur de Ática.
- h. 1279 a. C.: en Egipto, Ramsés II se convierte en faraón. Es el más influyente de la dinastía XIX.
- h. 1279 a. C.: es destruida la localidad de Troya VI (el sexto estrato encontrado en la colina donde la ciudad fue reconstruida varias veces); se especula que es el pueblo que ―según la Ilíada de Homero― fue destruido por los griegos tras un sitio de diez años.
- 1279-1213 a. C.: en Abu Simbel (Nubia) se construye el templo de Ramsés II (dinastía XIX). Se hizo una pintura mural de la reina Nefertari haciendo una ofrenda a la diosa Isis en la tumba de Nefertari. La tumba se encuentra en el Valle de las Reinas.
- 1279-1213 a. C.: en Tebas (Egipto) se construye el templo de Amón, Mut y Jonsu.
- 1278 a. C.: en Egipto, Ramsés II derrota a los piratas marinos shiardana.
- 1278 a. C.: en el delta del río Nilo, a 122 km al noreste de El Cairo (Egipto), la ciudad de Pi-Ramsés se convierte en la capital de la nación.
- 1274 a. C. (mayo): alrededor de la fortaleza de Qadesh, al sur del lago de Homs (Siria), 92 km al noreste del puerto de Trípoli (Líbano) se libra la batalla de Qadesh entre los hititas y los egipcios (al mando de Ramsés II). Los hititas atacaron primero y estuvieron a punto de derrotar a los egipcios, aunque gracias al mando de Ramsés II los egipcios lograron contrarrestar el ataque y la batalla acabó en un empate (aunque cada bando publicó que cada uno había ganado la batalla. Después prosiguieron durante unos 15 años con guerras fronterizas que acabaron con la firma del tratado de paz más antiguo conocido: el Tratado de Qadesh, que también estableció una alianza de hititas y egipcios contra el Imperio asirio. Esta batalla fue la última gran batalla de la Edad del Bronce: los hititas ya utilizaban armas de hierro. Se considera la mayor batalla de carros de la Antigüedad (más de 5000 carros de guerra). El 1274 a. C. es la fecha más probable en que sucedió el quinto año del reinado del faraón Ramsés II. Otros años posibles son 1300, 1296, 1286, 1275 o 1269 a. C.[2]
- 1274 a. C.: en el Imperio asirio, Salmanasar I se convierte en rey.
- 1270 a. C.: Asiria conquista Mittani.
- 1270 a. C.: en Zipacón, a 57 km al noroeste de Bogotá (Colombia) varios artesanos crean obras de cerámica que se conservaron hasta la actualidad.
- Hacia 1260 a. C.: en la cueva Bourewa, al suroeste de la isla Viti Levu (la más grande de las islas Fiyi) artesanos lapitas crean objetos de cerámica que encontraron arqueólogos estadounidenses en los años 1950.
- 1250 a. C. (determinado mediante radiocarbono): 60 km al sur de la costa del mar Báltico y 165 km al norte de Berlín (en la actual Alemania), se libra la Batalla del valle de Tollense. Es el primer conflicto armado importante conocido en la Edad del Bronce del norte de Europa.
- 1250 a. C.: en la actual Irak, los asirios intentan atacar a los casitas.
- 1250 a. C.: en Jericó (Palestina) se registra un terremoto de magnitud 6,5 en la escala sismológica de Richter.
- 1250 a. C.: en la Mesopotamia se expande Asiria.
- 1250 a. C.: en la península ibérica comienza el final de la Edad de Bronce en esa región. Cultura autóctona Cogotas I.1
- 1250 a. C.: en México comienza la civilización olmeca.
- 1250 a. C.: se construye en Micenas un túnel escalonado hecho de mampostería con vigas para acceder a una fuente de agua, así como la muralla defensiva de la ciudad, que cuenta entre sus hitos con la Puerta de los Leones, esculpidos en piedra caliza.[1]
- 1235 a. C.: en Frigia muere el rey Tungot.
- 1225 a. C.: en Egipto se construye el templo de Abu Simbel caracterizado por las cuatro estatuas colosales del faraón Ramsés II sentado situadas a la entrada del templo.[1]
- 1223 a. C.: en Ugarit (actual Siria) un astrólogo escribe la fecha de un eclipse total. La tablilla con la inscripción será encontrada en 1948.[3]
- 1213/1212 a. C.: en Egipto muere el faraón Ramsés II.
- 1213 a. C.: Teseo, legendario rey de Atenas, es depuesto y le sucede Menesteo, bisnieto de Erecteo y primo segundo del padre de Teseo, Egeo. Menesteo se supone que es asistido por Castor y Polideuco de Esparta, quien quiere reclamar su hermana Helena de su primer esposo Teseo. El último busca refugio en Skyros, cuyo rey Licomedes es un antiguo aliado. Licomedes, sin embargo, considera a su visitante una amenaza para el trono y procede a asesinarlo. Otros relatos sitúan estos acontecimientos una década más tarde, en los años 1200 a. C.
- 1219 a. C.: en Canaán, los frigios invaden la región, que estaba ocupada por los amorreos.
- 1200 a. C.: en la costa del Perú comienza la cultura Chavín de Huántar.
- 1200 a. C.: en Anatolia colapsa el poder de los hititas con la destrucción de su capital, Hattusa.
- 1200 a. C.: en las estepas meridionales de Rusia comienzan a establecerse los cimerios (conjetura sin documentar).
- 1200 a. C.: en la Antigua China aparecen los primeros carros tirados por caballos.
- 1200 a. C.: en la Antigua China se escriben los caracteres más antiguos que se conservan.
- 1200 a. C.: nómadas arameos y caldeos se convierten en una gran amenaza para los anteriores imperios asirio y babilónico.
- 1200 a. C.: alrededor del Mediterráneo y Oriente Medio sucede una migración masiva de tribus, que los pueblos invadidos llamaron pueblos del mar.
- 1200 a. C.: en el actual Ecuador comienza a desarrollarse la cultura de La Chorrera, proveniente de la cultura de Machalilla.
- En Grecia muere Cécrope II, legendario rey de Atenas, después de reinar 40 años. Es sucedido por su hijo Pandión II. Este fue exiliado por los hijos de Metión (hermano o sobrino de Cécrops II). Pandión huyó a Mégara, donde se casó con la hija del rey y finalmente heredó el trono. Después de su muerte, los hijos de Pandión II volvieron a Atenas y echaron a los hijos de Metión.
- En la actual Jordania aparecen los madianitas.
- En la antigua Grecia aparecen los dorios.
- En Fenicia aparecen los filisteos.
- En este siglo, la tradición judeocristiana afirma que Moisés ―figura mítica para el judaísmo, el cristianismo, el islamismo y el bahaísmo, donde se lo venera como profeta y legislador― habría escrito los Diez Mandamientos del pueblo hebreo.
- En la India, el Majabhárata (texto épico-mitológico escrito en el siglo III) afirma que en este siglo ascendió al trono el mítico rey Subrata, de la mítica dinastía Brijad-Rata.

## Personas relevantes
- Tukulti-Ninurta I (1243-1207 a. C.), rey asirio, que llevó al imperio medio a su máxima expansión.
- Merneptah, faraón de la dinastía XIX de Egipto entre el 1212 y el 1202 a. C.
- Amenmeses, faraón de la dinastía XIX de Egipto entre el 1202 y el 1199 a. C.